# Spirál: Fűrész hagyatéka
A Spirál: Fűrész hagyatéka (eredeti cím: Spiral: From the Book of Saw) 2021-ben bemutatott amerikai bűnügyi-horrorfilm, a Fűrész-filmsorozat kilencedik része. A filmet Josh Stolberg és Peter Goldfinger forgatókönyvéből Darren Lynn Bousman rendezte. A főszerepet Chris Rock, Max Minghella, Marisol Nichols és Samuel L. Jackson alakítja; a történet végigköveti a rendőrségi erőfeszítéseket, hogy végleg megállítsák a kegyetlen kirakós-sorozatgyilkos hasonmását. Rock mellett James Wan és Leigh Whannell vezető producerként működtek közre.
A legújabb Fűrész film fejlesztése, a 2017-es Fűrész – Újra játékban megjelenése után kezdődött, Chris Rock pedig ki akarta magát próbálni a horror műfajában. A Spierig fivérek, az előző rész rendezői érdeklődtek a következő rész kapcsán, hogy visszatérjenek-e, de végül ellenkezőleg döntöttek. A projektet hivatalosan 2019 májusában jelentették be. A stáb többi tagja júliusban csatlakozott, a forgatás Torontóban zajlott és augusztus végéig tartott.
A Spirál: Fűrész hagyatékát eredetileg 2020 májusában mutatták volna be, azonban a bemutatót a COVID-19 világjárvány miatt el kellett halasztani: a Lions Gate Entertainment végül 2021. május 14-én mutatta be az Amerikai Egyesült Államok mozijaiban, Magyarországon pedig három héttel később szinkronizálva, június 3-án a Freeman Film jóvoltából.

## Cselekmény
A július negyedikei felvonuláskor, a szolgálaton kívüli rendőrnyomozó, Marv Boswick  üldözni kezd egy tolvajt egészen a szennyvízelvezető-csatornáig. Odalent a férfit disznóálarcot viselő alak támadja meg hátulról és elkábítja. Boswick magához tér és felfüggesztve találja magát az üzemben lévő metróalagút sínjén, a nyelve pedig satuba van szorítva. Meghallgat egy rögzített hangüzenet, ami válaszutat kínál számára; leszakítja a nyelvét és éli tovább az életét, vagy marad és megvárja a következő vonat érkezését, ami egyenesen belé csapódik. Mivel időben nem tudja magát kimenekíteni a csapdából, Boswick-et elcsapja a vonat. Másnap reggel, Angie Garza rendőrfőkapitány megbízza Ezekiel "Zeke" Banks (Chris Rock) nyomozót és újonc partnerét, az idealista William Schenket (Max Minghella) az üggyel. Banks és Schenk kivizsgálják Boswick darabokban lévő holttesét, Banks viszont furcsa hasonlóságot észlel a nemrég elhunyt Kirakós-gyilkos esetével.
Eközben Fitch gyilkossági nyomozót – aki néhány évvel korábban figyelmen kívül hagyta Banks segélyhívását, amelynek következtében majdnem belehalt a lőtt sebébe – elrabolják és csapdába ejtik: le kell tépnie a saját ujjait, hogy elkerülje az áramütést a vízzel feltöltődő medencében, de neki sem sikerül megmenekülnie és meghal. Egyes tisztek kezdik gyanítani, hogy Banks lehet felelős a Fitch-el kapcsolatos történtek miatt. Ezt követően doboz érkezik az őrsre, melyben egy disznóbáb és Schenk tetovált bőrének darabja van. A disznó belsejében lévő kis fiola a hentesüzletbe (korábban hobbibolt volt) irányítja a rendőrséget, ahová Zeke és a nyugdíjba vonult édesapja, Marcus Banks (Samuel L. Jackson) rendőrfőnök sokszor járt korábban. Érkezéskor a csapat felfedez egy nyúzott holttestet, rajta egy magnóval és Schenk névvel. Marcus úgy dönt, hogy ő maga bukkan a gyilkos nyomára és egy ismeretlen raktárba megy, ahol végül elkábítják. Röviddel ezután Garzát is elrabolják a kapitányságon és csapdába helyezik; a gerincvelőjét éles pengén kell elvágnia, hogy megakadályozza a csőből az arcára áramló forró viaszt, ami sikerül is neki, de belehal a súlyos égési sérüléseibe, a testére Banks talál rá.
Miközben a gyilkos után ered, Banks-et is elfogják, majd a raktárban ébred csőhöz bilincsve, a közelében pedig egy fémfűrész található. Fontolóra veszi, hogy levágja-e a karját, de hajtű segítségével képes kiszabadulni. Ezután felfedezi volt társát, Peter Dunleavy-t, akit kirúgtak, amikor Banks leleplezte az általa elkövetett gyilkosságot. Előtte egy nagy üvegtörő gép áll, amit úgy alakítottak át, hogy a szilánkok rászálljanak nagy sebességgel rá; a magnó felvételéről kiderül, hogy Banks kezében van a döntés, vagy felszabadítja vagy hagyja meghalni. Bár Banks megpróbálja megmenteni Dunleavy-t, de meghal a vérveszteség miatt. Egy másik szobába érve Banks megtalálja Schenket és kiderül, hogy megjátszotta saját halálát a korábbi tolvajnak a nyúzott testével, aki korábban lecsalogatta Boswick-et az alagutakba, és végig ő volt a másolat. Kifejti, hogy valójában Emersonnak hívják, ő annak a Pete nevű meggyilkolt férfinak a fia, akit azért lőttek le, mert beleegyezett, hogy vallomást tegyen egy korrupt rendőr ellen. Azt is elárulja, hogy Marcus vezetési ideje alatt szándékosan védte a korrupt tiszteket (beleértve Garzát is), hogy a 8. cikk értelmében hatékonyabban "megtisztítsa" az utcákat a bűnözőktől.
Abban a hitben, hogy Banks szövetséges lehet, Emerson ismerteti az utolsó feladatot; Marcus a levegőben ki van feszítve drótkötelekkel és több üvegcsébe csöpög le a vére. Emerson felhívja a 9-1-1-es telefonszámot, és azt állítja, hogy ő egy civil, akit fegyveres üldöz. Ennek eredményeként a diszpécser SWAT-csapatot küld a helyszínre. Átadja Banksnek a revolvert egy darab golyóval, és felajánlja neki, hogy vagy az utolsó golyót felhasználja céltábla eltalálására, amely megmenti Marcust, de lehetővé teszi Emerson számára a szökést, vagy megöli Emersont, és hagyja, hogy az apja elvérezzen. Banks úgy dönt, hogy a céltáblára lő, hogy megmentse Marcust, aminek következtében meglazulnak a drótkötelek és leereszkedik a földre, ezután Zeke harcolni kezd Emersonnal. Röviddel ezután megérkezik a SWAT csapata, és akaratlanul beindít egy vezetéket az ajtón való bejutáskor, aminek következtében Marcus ismét kifeszül a levegőbe. A kommandósok látják, hogy fegyver van helyezve a karjára, amikor a drótkötélen felfelé húzzák. Ekkor a SWAT csapata megöli. Banks keseregve üvöltözni kezd, miközben Emerson elmenekül.

## Szereplők
| Szerep                           | Színész            | Magyar hang         |
| -------------------------------- | ------------------ | ------------------- |
| Ezekiel "Zeke" Banks nyomozó     | Chris Rock         | Kálloy Molnár Péter |
| William Schenk nyomozó / Emerson | Max Minghella      | Szatory Dávid       |
| Angie Garza kapitány             | Marisol Nichols    | Németh Borbála      |
| Marcus Banks                     | Samuel L. Jackson  | Kőszegi Ákos        |
| Kara Boswick                     | Zoie Palmer        | Sipos Viktória      |
| Marv Bozwick nyomozó             | Dan Petronijevic   | Jantyik Csaba       |
| Fitch nyomozó                    | Richard Zeppieri   | Harmath Imre        |
| Peter Dunleavy                   | Patrick McManu     | Hannus Zoltán       |
| Kraus nyomozó                    | Edie Inksetter     | Kocsis Judit        |
| O'Brien nyomozó                  | Thomas Mitchell    | Sztarenki Pál       |
| Chada halottkém                  | Nazneen Contractor | N/A                 |
| Drury nyomozó                    | K.C. Collins       | Jászberényi Gábor   |
| Jeannie Lewis rendőrtiszt        | Ali Johnson        | Marjai Virág        |
| Puppet                           | N/A                | Maday Gábor         |
| Speez                            | N/A                | Király Adrián       |
| Pat rendőrtiszt                  | Trevor Gretzky     | N/A                 |
| Crack Punk                       | Christopher Ramsay | N/A                 |
| Lisa Banks                       | Genelle Williams   | N/A                 |
| Morgey őrmester                  | Dylan Roberts      | N/A                 |

Tobin Bell, aki John Kramer / kirakóst játszotta az összes korábbi Fűrész-filmben, nem tér vissza ebben a részben, így a Spirál lesz az első olyan film a franchise-ban, amelynek nem Bell a főszereplője, és nem is a kirakós karaktert mutatja be. Bousman kifejtette, hogy a film gyilkosa egy "kirakós-másolat", aki különbözik az eredeti kirakóstól, kijelentve, hogy nem állt szándékában Bell ikonikus szerepét átdolgozni.

## Számlista
| Spirál: Fűrész hagyatéka Soundtrack track lista | Spirál: Fűrész hagyatéka Soundtrack track lista                                                   | Spirál: Fűrész hagyatéka Soundtrack track lista | Spirál: Fűrész hagyatéka Soundtrack track lista | Spirál: Fűrész hagyatéka Soundtrack track lista | Spirál: Fűrész hagyatéka Soundtrack track lista | Spirál: Fűrész hagyatéka Soundtrack track lista | Spirál: Fűrész hagyatéka Soundtrack track lista | Spirál: Fűrész hagyatéka Soundtrack track lista | Spirál: Fűrész hagyatéka Soundtrack track lista |
| #                                               | Cím                                                                                               | Producer(ek)                                    | Hossz                                           |                                                 |                                                 |                                                 |                                                 |                                                 |                                                 |
| ----------------------------------------------- | ------------------------------------------------------------------------------------------------- | ----------------------------------------------- | ----------------------------------------------- | ----------------------------------------------- | ----------------------------------------------- | ----------------------------------------------- | ----------------------------------------------- | ----------------------------------------------- | ----------------------------------------------- |
| 1.                                              | Spiral                                                                                            | Kid Hazel                                       | 2:51                                            |                                                 |                                                 |                                                 |                                                 |                                                 |                                                 |
| 2.                                              | You Ain't Hard (performed by Young Nudy)                                                          | OZ Kid Hazel                                    | 3:46                                            |                                                 |                                                 |                                                 |                                                 |                                                 |                                                 |
| 3.                                              | Down Bad (performed by Real Recognize Rio, 21 Lil Harold, and SG Tip featuring Millie Go Lightly) | Kid Hazel                                       | 4:05                                            |                                                 |                                                 |                                                 |                                                 |                                                 |                                                 |
| 4.                                              | Emergency (featuring Gunna and Young Thug)                                                        | Turbo Taurus                                    | 2:57                                            |                                                 |                                                 |                                                 |                                                 |                                                 |                                                 |
| 13:40                                           |                                                                                                   |                                                 |                                                 |                                                 |                                                 |                                                 |                                                 |                                                 |                                                 |

## Jövő

### Folytatás
2021 áprilisában megerősítették, hogy a film folytatódni fog Saw X címmel és a Twisted Pictures fejlesztésével.

### Televíziós sorozat
2021 áprilisában, a Deadline Hollywoodnak adott interjújában elhangzott, hogy a Lionsgate Television elnöke, Kevin Beggs bejelentette; a Lionsgate TV korai tárgyalásokat folytat egy Spirál történetű televíziós sorozat kifejlesztésében, Mark Burg és Oren Koules producerekkel.

## Fordítás
- Ez a szócikk részben vagy egészben  a   Spiral (2021 film) című angol Wikipédia-szócikk fordításán alapul.  Az eredeti cikk szerkesztőit annak laptörténete sorolja fel. Ez a jelzés csupán a megfogalmazás eredetét és a szerzői jogokat jelzi, nem szolgál a cikkben szereplő információk forrásmegjelöléseként.